# Tachikawa Ki-17
Kiểu máy bay Tachikawa Ki-9 ban đầu được dự định sản xuất dưới hai phiên bản để phục vụ như là máy bay huấn luyện căn bản hoặc trung gian. Tuy nhiên, khi thiết kế có công suất yếu tỏ ra không phù hợp, việc thiết kế một kiểu máy bay huấn luyện mới đã được đặt ra. Chiếc máy bay mới chính là kiểu Tachikawa Ki-17, chiếc mà phe Đồng Minh trong Thế Chiến II đặt tên mã là "Cedar". So với kiểu Ki-9, chiếc Ki-17 có cấu trúc cánh kép với sãi cánh bằng nhau, thân thon hơn và phần thân sau đến đuôi được thiết kế lại. Nó bay chuyến bay đầu tiên vào tháng 7 năm 1935. Tachikawa đã chế tạo 658 chiếc Ki-17 từ năm 1936 đến năm 1943 và kiểu máy bay này đã phục vụ cho Học viện Hàng không Lục quân của Lục quân Đế quốc Nhật Bản.

## Các nước sử dụng
Nhật Bản
- Lục quân Đế quốc Nhật Bản

## Đặc điểm kỹ thuật (Ki-17)

### Đặc tính chung
- Đội bay: 02 người
- Chiều dài: 7,85 m (25 ft 9 in)
- Sải cánh: 9,82 m (32 ft 3 in)
- Chiều cao: 2,95 m (9 ft 8 in)
- Diện tích bề mặt cánh: 26,2 m² (281,91 ft²)
- Trọng lượng không tải: 639 kg (1.408 lb)
- Trọng lượng có tải: 914 kg (2.014 lb)
- Động cơ: 1 x động cơ Hitachi Ha-12, công suất 150 mã lực (112 kW)

### Đặc tính bay
- Tốc độ lớn nhất: 170 km/h (105 mph)
- Trần bay: 5.300 m (17,.90 ft)

## Nội dung liên quan

### Máy bay tương tự
- de Havilland Tiger Moth

### Trình tự thiết kế
Ki-9 - Ki-10 - Ki-15 - Ki-17 - Ki-21 - Ki-27 - Ki-30

### Danh sách liên quan
- Danh sách máy bay quân sự giữa hai cuộc chiến tranh thế giới
- Danh sách máy bay trong Chiến tranh Thế giới II
- Danh sách máy bay chiến đấu
- Danh sách máy bay quân sự Nhật Bản